# Pasquale Del Vecchio
Pasquale Del Vecchio (Manfredonia, 17 de març de 1965) és un dibuixant de còmics italià. Va començar a publicar els seus primers treballs el 1984 a Il Giornalino. Des de 1991 dibuixa juntament amb Davide Toffolo el còmic Memphis Blue que es publica a Cyborg, amb guió de Daniele Brolli.